# Hambruna kazaja de 1932-1933

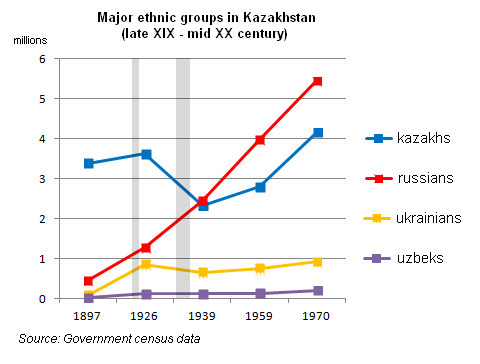
Los principales grupos étnicos de Kazajistán entre los años 1897–1970. El número de kazajos y ucranianos decreció entre 1930 y 1933, durante el período de la hambruna, mientras que la población rusa tuvo un gran incremento.

La hambruna kazaja de 1930–1933, conocida en Kazajistán como el genocidio de Goloschokin (en kazajo: Goloshekındik genotsıd) también conocida como la catástrofe kazaja o "segunda Aqtaban Šubryndy"-(agotamiento poblacional), fue una hambruna mayoritariamente antropogénica, en la que murieron 1.5 millones de personas en la República Socialista Soviética de Kazajistán, de los cuales 1.3 millones pertenecían a la etnia kazaja. Se estima que murió entre el 38% y el 42% de la totalidad los kazajos, el porcentaje más alto de cualquier grupo étnico muerto por la hambruna soviética de 1930-1933. Otras fuentes afirman que murieron entre 2 y 2.3 millones de personas.
La hambruna comenzó en el invierno de 1930, exactamente un año antes de la hambruna en Ucrania, denominada Holodomor, que fue peor en los años 1931-1933. La hambruna convirtió a los kazajos en una minoría en la ASSR kazaja; causó la muerte o la migración de un gran número de personas, y no fue hasta la década de 1990, después de la disolución de la Unión Soviética, que los kazajos se convirtieron nuevamente en el grupo étnico más grande de Kazajistán. Antes de la hambruna, alrededor del 60 % de los residentes de la república eran kazajos étnicos, una proporción que se redujo a solo un 38 % de la población después de la hambruna. Algunos estudiosos consideran que la hambruna está enmarcada en la historia de la colectivización en la Unión Soviética y que es parte de la hambruna soviética de 1932-1933.
Algunos historiadores kazajos describen la hambruna como un genocidio de los kazajos perpetrado por el estado soviético; sin embargo, otros historiadores argumentan lo contrario.

## Causas
A pesar de que se considera ampliamente que la causa principal fue la acción humana, hubo algunos factores naturales que exacerbaron la crisis. El factor natural más importante en la hambruna fue el zud de 1927 a 1928; un período de frío extremo en el que el ganado pasó hambre debido a la falta de pasturas. En 1928, las autoridades soviéticas iniciaron una campaña para confiscar el ganado de los kazajos más ricos, a quienes llamaban «bai», conocido como el «Pequeño Octubre». La campaña de confiscación fue llevada a cabo por kazajos contra otros kazajos, y dependía de esos kazajos decidir quién era un «bai» y cuánto confiscarles. Esta acción tenía por objeto convertir a los kazajos en participantes activos en la transformación de la sociedad kazaja.
Más de 10000 bais pueden haber sido deportados debido a la campaña en su contra. El ganado y el grano de Kazajistán se adquirieron en gran medida entre 1929 y 1932, con un tercio de los cereales de la república que fueron solicitados y más de 1 millón de toneladas confiscadas en 1930 para suministrar alimentos a las ciudades. El historiador Stephen G. Wheatcroft atribuye la hambruna a la falsedad de las estadísticas producidas por las autoridades soviéticas locales con el objeto de satisfacer las expectativas poco realistas de sus superiores, que condujeron a la extracción excesiva de recursos kazajos.
.
El ganado y los cereales de Kazajistán se adquirieron en gran parte entre 1929 y 1932, se requisó un tercio de los cereales de la república y se confiscaron más de 1 millón de toneladas en 1930 para proporcionar alimentos a las ciudades. El historiador Stephen G. Wheatcroft atribuye la hambruna a la falsificación de estadísticas producidas por las autoridades soviéticas locales para satisfacer las expectativas poco realistas de sus superiores que conducen a la extracción excesiva de recursos kazajos.
Algunos kazajos fueron expulsados de su tierra para dar cabida a "colonos especiales" y presos del Gulag, y parte de la poca comida kazaja se destinó también a dichos presos y colonos. La ayuda alimentaria a los kazajos se distribuyó selectivamente para eliminar a los "enemigos" del estado. A pesar de los pedidos nacionales, se negó ayuda alimentaria a muchos kazajos, ya que los funcionarios locales los consideraban improductivos, y en su lugar se brindó ayuda a los trabajadores europeos en el país. Las víctimas kazajas de la hambruna fueron ampliamente discriminadas y expulsadas de sectores de toda la sociedad a pesar de que el gobierno soviético no había ordenado que se hiciera esto. En 1932, 32 (de los menos de 200) distritos de Kazajistán que no significaban que las cuotas de producción de granos estaban "en la lista negra", lo que significa que se les prohibió comerciar con otras aldeas.

## Impacto
Si lo vemos en porcentajes, fue la región más afectada por la hambruna, aunque en cantidad de personas fue hacia los ucranianos ante el Holodomor, el cual comenzará un año después. Además de la hambruna kazaja de 1919-1922, entre 10 y 15 años, Kazajistán perdió más de la mitad de su población, debido a las acciones del poder soviético.  Algunos historiadores suponen que el 42% de toda la población kazaja murió durante la hambruna. Los dos censos soviéticos muestran que el número de kazajos en Kazajistán cayó de 3 637 612 habitantes en 1926 a 2 181 520 habitantes en el censo de 1937. Las minorías étnicas en Kazajistán también se vieron afectadas significativamente. La población ucraniana en Kazajistán disminuyó de 859.396 a 549.859 (una reducción de casi el 36% de su población), mientras que otras minorías étnicas en Kazajistán perdieron el 12% y el 30% de sus poblaciones. Los ucranianos que murieron en Kazajistán a veces son considerados víctimas del Holodomor.  
Esto contribuyó a que la población de etnia rusa creciera en proporción al resto de la población, convirtiéndose en mayoritaria.
La hambruna convirtió a los kazajos en una minoría en la República Autónoma Socialista Soviética de Kazajistán, y no fue sino hasta la década de 1990, cuando los kazajos volvieron a ser el grupo étnico más grande del país. Antes de la hambruna, alrededor del 60% de la población de la república era kazaja, pero después de la hambruna, se redujo a un 38% de la población. En la víspera de la colectivización, había 40.5 millones de rebaños de ganado en Kazajistán, y el 1 de enero de 1933, solo había 4.5 millones de sobras.

### Refugiados
1.700.000 kazajos fueron desplazados por la hambruna. Debido a la inanición 600.000 kazajos huyeron de la hambruna con su ganado fuera de Kazajistán a China, Mongolia, Afganistán, Irán y las repúblicas soviéticas de Uzbekistán, Kirguistán, Turkmenistán, Tayikistán y Rusia en busca de alimentos y empleo en los nuevos sitios de industrialización de Siberia Occidental con 900.000 cabezas de ganado. El gobierno soviético trabajaría más tarde para repatriar a 665.000 kazajos que fueron desplazados a otras partes de la Unión Soviética de regreso a Kazajistán.. El 70% de los refugiados sobrevivieron y el resto murió debido a las epidemias y el hambre. Mientras los refugiados huían de la hambruna, el gobierno soviético hizo algunos intentos para detenerlos. En un caso, los distribuidores de socorro colocaron comida en la parte trasera de un camión para atraer a los refugiados, y luego encerraron a los refugiados dentro del camión y los arrojaron en medio del desierto. Se desconoce la suerte de dichos refugiados. Miles de kazajos fueron asesinados a tiros y algunos incluso fueron violados en su intento de huir a China.

## Evaluación
Algunos historiadores y expertos consideran esta hambruna como un genocidio cometido contra los kazajos. Otros estudiosos como Gary Clayton Anderson o Sarah Isabel Cameron señalan que no hay evidencia  de que los planes de colectivización se hubieran transformado en un plan intencional de eliminar al pueblo kazajo.
El historiador Niccolò Pianciola define la serie de causas y consecuencias en la que está enmarcada la pérdida que los kazajos sufrieron de sus propios recursos —uno de los elementos que condujo a la hambruna—, como "un desastre económico, incluso según los criterios de Moscú, y [...] parte del fracaso económico general de la colectivización".
Los europeos en Kazajistán tenían un poder desproporcionado en el partido, lo que se ha argumentado como una causa de por qué los nómadas indígenas sufrieron la peor parte del proceso de colectivización en lugar de las secciones europeas del país.
El historiador Robert Kindler rechaza llamar a la hambruna genocidio y afirma que hacerlo enmascara la culpabilidad de los cuadros de nivel inferior que estaban arraigados localmente. Sarah Cameron sostiene que, si bien Stalin no tenía la intención de matar de hambre a los kazajos, sí vio algunas muertes como un sacrificio necesario para lograr los objetivos políticos y económicos del régimen. Sin embargo, Cameron cree que si bien la hambruna combinada con una campaña contra los nómadas no fue un genocidio en el sentido de la definición de la ONU, sí cumple con el concepto original de genocidio de Raphael Lemkin, que consideraba que la destrucción de una cultura es un acto de genocidio tal como la aniquilación física. Stephen Wheatcroft critica este punto de vista porque creía que las altas expectativas de los planificadores centrales eran suficientes para demostrar su ignorancia sobre las consecuencias de sus acciones.  Wheatcroft ve la hambruna como un acto criminal, aunque no como asesinato intencional o genocidio. Niccolò Pianciola sostiene que desde el punto de vista de Raphael Lemkin sobre el genocidio, todos los nómadas de la Unión Soviética fueron víctimas del genocidio, no solo los kazajos. Pianciola también señala que la campaña para destruir el nomadismo fue rápidamente rechazada después de la hambruna, y que el nomadismo incluso experimentó un resurgimiento durante la Segunda Guerra Mundial después de la transferencia de ganado de los territorios ocupados por los nazis.